# Nicolae Rădescu
Nicolae Rădescu (n. 30 martie 1874, Păușești-Otăsău, România – d. 16 mai 1953, New York City, New York, SUA) a fost un militar de carieră (general de corp de armată adjutant) și om politic, cel de-al 45-lea și ultimul prim-ministru al unui guvern român liber înainte de instaurarea regimului comunist în România.
În timpul mandatului său de președinte al Consiliului de Miniștri (6 decembrie 1944–28 februarie 1945) a fost confruntat cu agitațiile cauzate de comuniștii români, care erau într-un proces de acaparare a puterii politice, fiind sprijiniți de Armata Roșie. În urma crizei politice declanșate de PCR în februarie 1945 și a ultimatumului dat de Andrei Vîșinski, regele Mihai a fost nevoit să accepte demisia lui Rădescu, numindu-l în cele din urmă pe Petru Groza prim-ministru.
Nicolae Rădescu a scăpat de închisoare numai datorită faptului că s-a refugiat în legația Marii Britanii din București, reușind la 15 iunie 1946 să părăsească țara clandestin. În străinătate a condus Comitetul Național Român, o organizație menită să reprezinte interesele poporului român în lumea liberă. A murit în străinătate, fiind reînhumat în țară cu onoruri, în anul 2000.

## Cariera militară
Fiu al unei familii de mici moșieri (Radu și Zamfira), Nicolae Rădescu s-a născut la 30 martie 1874 în Păușești-Otăsău (jud. Vâlcea). A urmat cariera militară, fiind absolvent al Școlii Militare de Ofițeri, cu gradul de sublocotenent (1 iul. 1898), și al Școlii Speciale de Cavalerie (iun. 1900): „E inteligent, stăruitor și cu amorul datoriei sale” (afirma  comandantul școlii, mr. Alexandru Averescu). Avansat la gradul de locotenent (1903), a fost elev al Școlii Superioare de Război din București (1904-1905), iar la 4 oct. 1909 a fost avansat căpitan.
Ca ofițer adjutant în comandamentul Diviziei 1 Cavalerie, a participat, în timpul celui de-al Doilea Război Balcanic, la campania din Bulgaria (23 iun. – 31 aug. 1913).
Avansat maior de la 1 aprilie 1916, a fost decorat cu Ordinul „Mihai Viteazul”, clasa III, pentru modul cum și-a condus escadronul din Regimentul 5 Călărași în timpul Operației de apărare a trecătorilor din Munții Carpați, din toamna anului 1916.
„Pentru vitejia și priceperea cu care, cu un minimum de forțe, a contribuit la succesul operațiunilor diviziei din care făcea parte, la Sălătruc, pe Valea Topologului, îndeplinind un strălucit fapt de arme.”
Înalt Decret no. 16 din 10 ianuarie 1917:p. 73
A fost avansat, în mod excepțional, locotenent-colonel (1 apr. 1917), apoi a fost numit șef de Stat Major la Divizia 2 Cavalerie (1 ian. 1917-1 sept. 1918) și la Inspectoratul Jandarmeriei (1 sept. 1918).
Avansat colonel în mod excepțional (1 apr. 1919), la 27 mai 1920 devine adjutant al Regelui Ferdinand, îndeplinind serviciul pe lângă casa M.S. Regina. Pentru serviciul său a primit distincția de „Adjutant Regal Onorific”. Este trimis, apoi, ca atașat militar al României la Londra (iul. 1926-1928), iar la întoarcerea în țară a fost avansat general de brigadă (25 mart. 1928) și numit comandant al Brigăzii 4 Roșiori (1928-1929). A fost ajutor al comandantului Inspectoratului General al Cavaleriei (1929-1931) și comandant al Diviziei 1 Cavalerie (1931-1933).
A demisionat din cadrele active ale armatei la 5 febr. 1933 și a fost repartizat ca ofițer de rezervă la Corpul 4 Armată.

## Cariera politică
La mijlocul lunii februarie 1933, generalul Nicolae Rădescu a aderat la Partidul Poporului condus de mareșalul Alexandru Averescu (scrisoarea de adeziune a fost publicată în ziarul „Îndreptarea”, organul de presă al Partidului Poporului, la 18 febr. 1933), în același timp fiind și membru al Asociației „Cultul Patriei”. Nefiind adept al ideilor legionare, generalul Rădescu a activat și în mișcarea „Cruciada Românismului”, inițiată de Mihail Stelescu, disident legionar, fapt care a atras nemulțumirea „Gărzii de Fier”. Datorită implicării politice, dar, mai ales, opiniilor împotriva camarilei regale, Nicolae Rădescu începe să fie supravegheat de Siguranța Statului, care va deschide un dosar de urmărire informativă pe numele său (urmărirea va dura până la moartea sa, fiind preluată, după 1948, de către Securitate).
În timpul celui de-al Doilea Război Mondial, generalul Nicolae Rădescu a fost împotriva înaintării trupelor române dincolo de linia Nistrului. În acest sens, a trimis o serie de memorii lui Ion Antonescu și a participat activ la discuțiile dintre fruntașii politici pe această temă.
La 7 sept. 1941, generalul Rădescu îi trimite o scrisoare reprezentantului Germaniei la București, baronul Manfred von Killinger, ca răspuns la un discurs ostil ținut de acesta la Sala „Aro”.
Ca urmare a acestei scrisori, la 22 oct. 1941 generalul este trimis în lagărul de la Tg. Jiu, unde va rămâne până la 29 sept. 1942.
După revenirea în Capitală, generalul Nicolae Rădescu ține legături tot mai strânse cu o serie de personalități politice (Iuliu Maniu, Dinu Brătianu, Barbu Știrbey etc.), fiind adeptul încheierii cât mai grabnice a armistițiului. De asemenea, Rădescu nu era de acord cu atitudinea expectativă adoptată de Iuliu Maniu, insistând mereu să se treacă la fapte pentru determinarea încheierii războiului.
Deși fruntașii politici, care doreau ca armistițiul să fie încheiat de un guvern condus de un militar, luau în calcul numirea generalului Rădescu în funcția de prim-ministru, numele acestuia nu apare în documente cu ocazia evenimentelor din 23 august 1944. O explicație a acestei situații a fost oferită de generalul însuși, într-una din însemnările sale despre aceste evenimente: „Din ceea ce mi se aducea la cunoștință, încă cu două-trei luni înainte, de către un devotat al meu aflat în Serviciul Siguranței, știam că la S.S. condus de Cristescu se găsesc note informative în care se arată că în cercurile Palatului se vorbește de o eventuală aducere a mea în fruntea guvernului ce se va forma după răsturnarea lui Antonescu. În apropierea datei de 23 august 1944 însă numele meu fusese înlocuit cu cel al Gl. Sănătescu. Cu o săptămână înainte de lovitura de la 23, consilierul Botez de la Consiliul Legislativ a venit la mine să-mi comunice din partea Gl. Sănătescu că acesta ar dori să mă vadă. Am răspuns că-i stau la dispoziție oricând va voi, la mine acasă, dar nu merg la Palat fiindcă nu voiesc sub nici o formă să las impresia că eu urmăresc ceva. Bănuiesc că întrevederea ce trebuia să aibă loc era în legătură cu intrarea mea în guvernul ce urma să-l formeze Sănătescu. Răspunsul însă pe care eu l-am dat invitației, a fost desigur nemulțumitor, întrucât a rămas fără nici o altă urmare”.
În urma demisiei generalului Gheorghe Mihail, Nicolae Rădescu a fost numit șef al Marelui Stat Major, la 14 oct. 1944, după ce fusese înaintat în grad (general de divizie în rezervă, apoi general de corp de armată în rezervă) și fusese reactivat. Datorită amenințărilor și presiunilor venite din partea Comisiei Aliate (sovietice) de Control, la 26 oct. 1944 a semnat Protocolul militar care prevedea ca armata din interiorul țării să fie redusă la trei divizii a câte 3.000 de oameni, cu condiția atașării unei note în care se preciza: „Protocolul îl semnez ca fiindu-ne impus de Comisia Aliată (sovietică) de Control și în scopul de a evita consecințele dăunătoare operațiilor comune contra Germaniei și Ungariei”. A fost chemat temporar în activitate la 6 decembrie 1944.
La 6 decembrie 1944 regele Mihai l-a numit pe generalul Nicolae Rădescu în funcția de prim-ministru al României. Deși de numai trei luni, guvernarea sa a rămas în istorie ca ultima încercare de împotrivire la instalarea regimului comunist în țară. Încă din prima zi de mandat, generalul și-a expus programul de guvernare în fața ziariștilor; principalele obiective erau: strângerea relațiilor cu Uniunea Sovietică, îndeplinirea integrală a condițiilor Armistițiului, restabilirea ordinii în țară.
A urmat, însă, o perioadă foarte grea: sabotaje, manifestații de stradă, schimbarea prefecților în anumite județe fără acordul guvernului etc., toate acestea culminând cu evenimentele din ziua de 24 februarie 1945. Este vorba de manifestația antiguvernamentală organizată de F.N.D. în Piața Palatului din București, prilej cu care s-au tras focuri de armă înspre manifestanți și, deși rapoartele procurorilor arătau limpede că nu armata a făcut acest lucru, ziarele comuniste din zilele următoare au cerut pedepsirea „călăului Rădescu” și înlocuirea guvernului cu unul „cu adevărat democratic”. Dar ceea ce i-a iritat cel mai mult pe reprezentanții F.N.D. a fost discursul curajos rostit de primul-ministru în seara aceleiași zile la radio, în care explica desfășurarea evenimentelor.
Printr-un ordin semnat de V.L. Bogdenko, consilier al președintelui Comisiei Aliate (sovietice) de Control, se interzicea publicarea în presă și difuzarea discursului rostit de primul-ministru la radio.
La 28 februarie 1945, datorită presiunilor trimisului Moscovei, Andrei I. Vâșinski, generalul Nicolae Rădescu își prezintă demisia Regelui, care a fost nevoit să o accepte.
Printre primele măsuri luate de președintele noului Consiliu de Miniștri, Petru Groza, la 7 mart. 1945 generalului Rădescu i se fixează domiciliu obligatoriu și nu i se permite să primească nici un fel de vizite; comisarul Block a fost însărcinat cu îndeplinirea ordinului și aducerea lui la cunoștința generalului.
După instalarea guvernului Petru Groza regele Mihai I a semnat în 19 martie 1945 două decrete prin care generalul Rădescu era trecut în poziția de rezervă prin încetarea chemării temporare în activitate și apoi era trecut din oficiu din poziția de rezervă în poziția de retragere pentru limită de vârstă, începând cu 1 ianuarie 1945.
Datorită intervenției lui Constantin Vișoianu, generalului Nicolae Rădescu i s-a oferit protecția englezilor, astfel că fostul prim-ministru s-a refugiat la Legația Marii Britanii din București, cu puțin timp înainte ca agenții poliției să ajungă la domiciliul său; va rămâne acolo până la jumătatea lunii aprilie, când autoritățile române s-au angajat să-i ofere protecția și garantarea libertății. Cu toate asigurările autorităților comuniste, practic generalul Rădescu a continuat să aibă domiciliu obligatoriu în casa nepotului său, Nicolae Șerbănescu, din Str. Clopotarii Vechi nr. 4 (în prezent monument istoric), până în momentul în care s-a hotărât să părăsească țara, la 15 iunie 1946.
Planul de plecare din țară a fost simplu, dar foarte bine pus la punct. În dimineața zilei de 15 iunie, însoțit de secretarul său, Barbu Niculescu, și de șofer (agent al Poliției, care avea sarcina să-l supravegheze), generalul Rădescu îi face o vizită lui Iuliu Maniu. Apoi a cerut să fie dus la nepoata sa, Aura Sachelarie, unde obișnuia să ia masa duminica, și l-a rugat pe șofer să vină să-l ia după-amiază. Sosit la ora stabilită, șoferul a constatat că generalul întârzie și, în urma cercetărilor, că nu se mai afla în imobil; generalul nu ajunsese nici la locuința nepotului său, ceea ce a determinat anchetarea lui Nicolae Șerbănescu. Era deja prea târziu. Generalul Nicolae Rădescu ajunsese pe aeroportul din Nicosia și telefonase familiei că planul reușise pe deplin.
În Cipru, generalul nu s-a bucurat de tratamentul cuvenit unei personalități de anvergura sa: nu a plecat imediat spre Occident, așa cum fusese planificat, ci a rămas acolo timp de nouă luni de zile, din cauza refuzului autorităților engleze de a-i elibera documente de călătorie. Era perioada în care, la Paris, se desfășura Conferința de Pace, în urma încheierii celui de-al Doilea Război Mondial. Se pare că, pentru a nu produce iritarea sovieticilor (datorită intenției generalului Rădescu de a susține cauza României în cadrul negocierilor), englezii au hotărât să-l rețină în Cipru, fără, însă, a avea statut de prizonier. A reușit să plece din insulă, clandestin, cu un avion pilotat de Matei Ghica Cantacuzino, în februarie 1947.
Între timp, în țară, generalul Nicolae Rădescu a fost implicat în așa-numitul „Proces al Mișcării Naționale de Rezistență” (alături de: gen. Aurel Aldea, Gheorghe Manu, Mihail Fărcășanu, Vintilă Brătianu, Teodor Manicatide, Gheorghe Kintescu, Elena Maloș, Leon Blaga, Smaranda Brăescu, Valer Roman, Ion Vulcănescu, Ilie Lazăr, Horațiu Ciortin etc.), fiind condamnat în contumacie, la 18 noiembrie 1946, la 2 ani de închisoare corecțională.
După câteva luni petrecute la Lisabona, iar apoi la Paris, Rădescu s-a stabilit în Statele Unite, la New York. Generalul a încercat să unifice vocile mult prea disparate ale exilului românesc, reușind să creeze Comitetul Național Român, al cărui președinte a fost timp de un an de zile. Cu ajutorul fondurilor puse la dispoziție de Nicolae Malaxa, generalul Rădescu a sprijinit apariția unor publicații ale exilului românesc și a acordat ajutoare bănești sub forma unor burse tinerilor români aflați în exil (în Statele Unite ale Americii și în țări europene).
A renunțat la funcția de președinte al Comitetului din cauza neînțelegerilor în legătură cu gestionarea Fondului Național Român. Nu a abandonat încercarea de a ajuta din exil pe cei rămași acasă și a creat Liga Românilor Liberi.
Din cauza unei tuberculoze, la 16 mai 1953 generalul Nicolae Rădescu a decedat, fiind înmormântat în cimitirul Calvary din New York. Rămășițele sale pământești au fost reînhumate în țară, în cavoul familiei de la Cimitirul Bellu, București, abia în noiembrie 2000 (datorită inițiativei dr. Ștefan Isărescu și a sprijinului prim-ministrului din acea vreme, Mugur Isărescu), cu onorurile militare și de stat cuvenite unei asemenea personalități. Din partea familiei, cel care s-a implicat activ în readucerea în țară a fost Prof. univ. dr. Alexandru Șerbănescu (medic) (doctor în Neurologie), nepot de soră al generalului, care a fost de față la ceremonie, precum și Conf. univ. drd. Vlad Rădescu, căruia generalul i-a fost bunic, pe linie paternă.

## Decorații
- Ordinul „Mihai Viteazul”, clasa III, 10 ianuarie 1917[5]:p. 73